# Осаватомі (Канзас)
Осаватомі (англ. Osawatomie) — місто (англ. city) в США, в окрузі Маямі штату Канзас. Населення — 4255 осіб (2020).

## Географія
Осаватомі розташоване за координатами 38°30′0″ пн. ш. 94°56′42″ зх. д. / 38.50000° пн. ш. 94.94500° зх. д. (38.500091, -94.945013).  За даними Бюро перепису населення США в 2010 році місто мало площу 13,23 км², з яких 12,94 км² — суходіл та 0,29 км² — водойми.

## Демографія
Згідно з переписом 2010 року, у місті мешкало 4447 осіб у 1644 домогосподарствах у складі 1075 родин. Густота населення становила 336 осіб/км².  Було 1891 помешкання (143/км²).
Расовий склад населення:
| - 92,3 % — білих - 3,1 % — чорних або афроамериканців - 1,0 % — корінних американців - 0,3 % — азіатів |

До двох чи більше рас належало 2,4 %. Частка іспаномовних становила 2,9 % від усіх жителів.
За віковим діапазоном населення розподілялося таким чином: 28,6 % — особи молодші 18 років, 58,4 % — особи у віці 18—64 років, 13,0 % — особи у віці 65 років та старші. Медіана віку мешканця становила 34,6 року. На 100 осіб жіночої статі у місті припадало 92,3 чоловіків;  на 100 жінок у віці від 18 років та старших — 91,0 чоловіків також старших 18 років.
Середній дохід на одне домашнє господарство  становив 59 319 доларів США (медіана — 38 750), а середній дохід на одну сім'ю — 76 968 доларів (медіана — 52 355). За межею бідності перебувало 23,2 % осіб, у тому числі 37,4 % дітей у віці до 18 років та 3,5 % осіб у віці 65 років та старших.
Цивільне працевлаштоване населення становило 1766 осіб. Основні галузі зайнятості: освіта, охорона здоров'я та соціальна допомога — 29,3 %, будівництво — 14,2 %, транспорт — 13,9 %.